# Park im. Poległych Bohaterów w Zabrzu
Park Miejski w Zabrzu (potocznie Park Dubiela) – zabytkowy park położony w dzielnicy Centrum Północ oraz Śródmieście w Zabrzu.
Został zaprojektowany przez berlińskiego architekta krajobrazu prof. Gustava Allingera. Budowa parku została rozpoczęta w 1924 roku pomiędzy rzeką Bytomką a (zasypanym w latach 1953-1956) Kanałem Sztolniowym. Ówcześnie nosił nazwę "Stadt-Park" (park miejski) lub "Skagerrak-Park" (patrz bitwa jutlandzka). Po II wojnie światowej jego nazwa została zmieniona na im. Poległych Bohaterów, obecna nazwa to Park Miejski.